# Poręba (gmina Leśnica)
Poręba (dodatkowa nazwa w j. niem. Poremba) – wieś w Polsce położona w województwie opolskim, w powiecie strzeleckim, w gminie Leśnica.
Wieś Poręba leży na północ od Leśnicy. Obszar wsi z uwagi na rzeźbę terenu należy do szczególnie malowniczych. W pobliżu drogi do Leśnicy znajduje się niezamarzające źródło krasowe nazywane „Siedem Źródeł”. Wypływająca stąd woda zasila potok Padół, który przepływa przez Leśnicę i od stuleci zaopatruje ją w wodę.

## Historia
Poręba została po raz pierwszy wzmiankowana w 1485 roku jako „Poramba”. W XV-XVI wieku miejscowość należała do znanego rodu rycerskiego Strela, fundatorów pierwszego kościoła na Górze Świętej Anny, która przez długi czas należała do dóbr w Porębie. Od 1637 roku właścicielem Poręby był Melchior Ferdynand Gaszyn. Do 1936 roku wioska nosiła urzędową nazwę Poremba, a w latach 1936-1945 Mariengrund. Poręba posiada nietypową dla wsi opolskiej łańcuchową zabudowę, położona jest bowiem w wąskiej długiej dolinie. Stąd prowadzi bardzo urozmaicony krajobrazowo szlak kalwarii na Górę Świętej Anny, z wieloma kaplicami i okazałym drzewostanem. W centrum Poręby znajduje się kościół Wniebowzięcia Najświętszej Maryi Panny oraz Dom Opieki im. Edmunda Bojanowskiego.

## Liczba mieszkańców Poręby
1720: 97 mieszkańców

1861: 325

1910: 342

1939: 369

1996: 271